# Double Fantasy (musikgrupp)
Double Fantasy var en svensk syntpop-grupp som bestod av Jonas Malmsjö och Fredrik Henriksson.
Gruppen debuterade 1986 i TV-programmet Sommarlätt från Skara sommarland. Där framförde de låten Confession Time som fick viss positiv respons i media. Den första singeln följdes upp med låten Girl som låg flera veckor på Trackslistan. Senare släpptes även albumet Resa i tiden på vinyl (LP).  Skivan producerades av Anders "Henkan" Henriksson tillsammans med Coste Apetrea och Dougie Lawton. Den gavs ut på Little Big Apple Records som drevs av William Butt. 
Bägge är idag på olika sätt verksamma inom kulturlivet. Jonas jobbar främst inom teater och film.
Fredrik har fortsatt jobba med att spela och skriva musik. Han har medverkat som musiker i diverse sammanhang, i TV-orkestrar och med olika körer. Allt ifrån TV-programmet Det kommer mera till gruppen Noice. De senaste åren har han kunnat ses i Barnens allsång på Skansen  med Ayla Kabaca, där han alternerat med Jonas Alatalo i Krumelurorkestern. Fredrik har också skrivit låtar med musikern och producenten Andreas Unge. Tillsammans skrev de bland annat fyra låtar till Jessica Folckers album Skin Close: "Hot Night", "Voices of Today", "Lost In Your Eyes" och "Always Something".  Fredrik har också spelat med Christer Stålbrandts projekt Saga (Sverige) som gjorde comeback 2014.  Fredrik har jobbat som musiklärare sedan år 2000, senast på Pops Academy.

## Diskografi
- Resa i tiden (LP)

### Singlar
- "Confession Time / You're in Love"
- "Girl / Don't mess"